# 海南农村商业银行

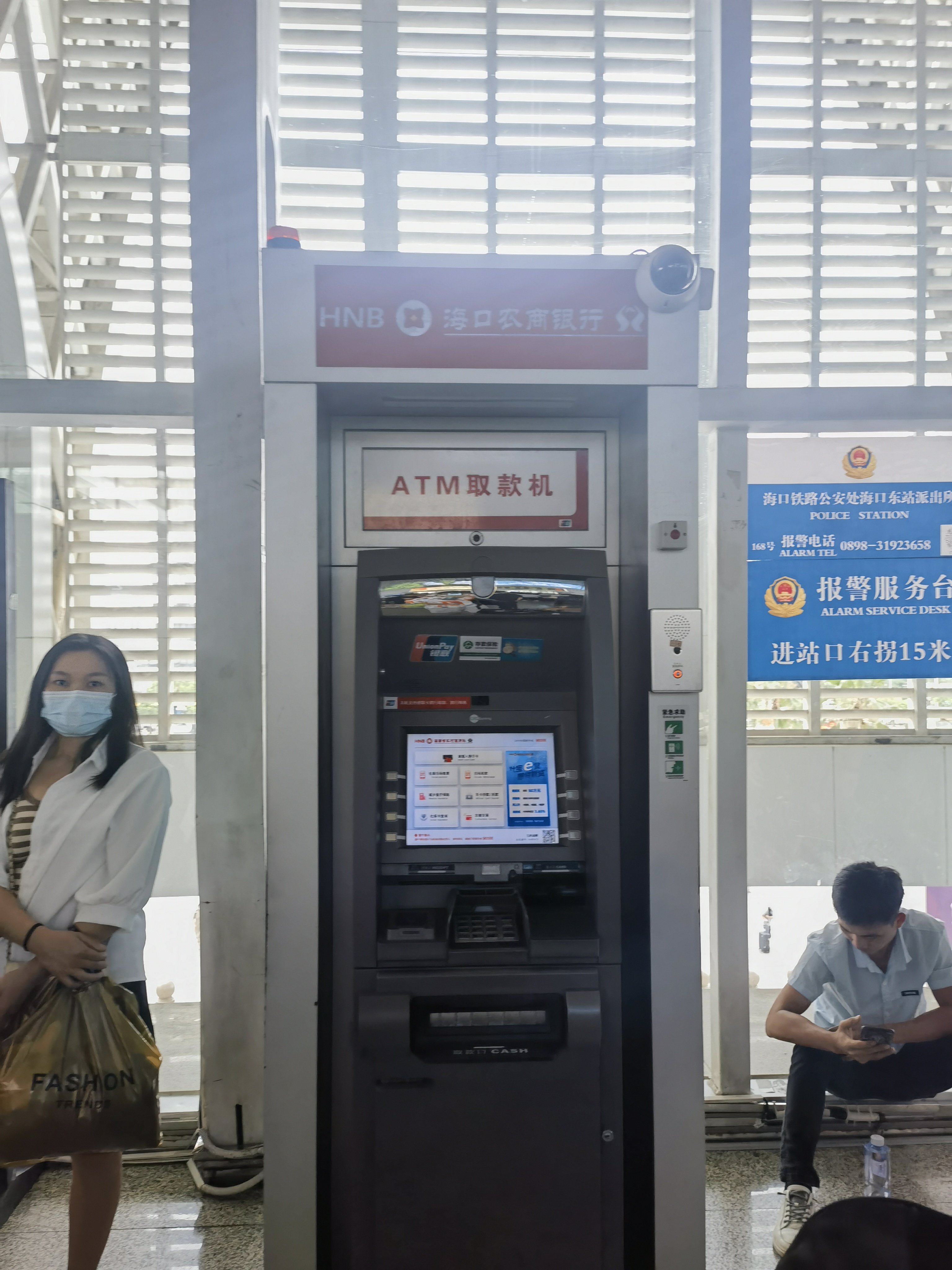
海口东站的原海口农商行ATM机

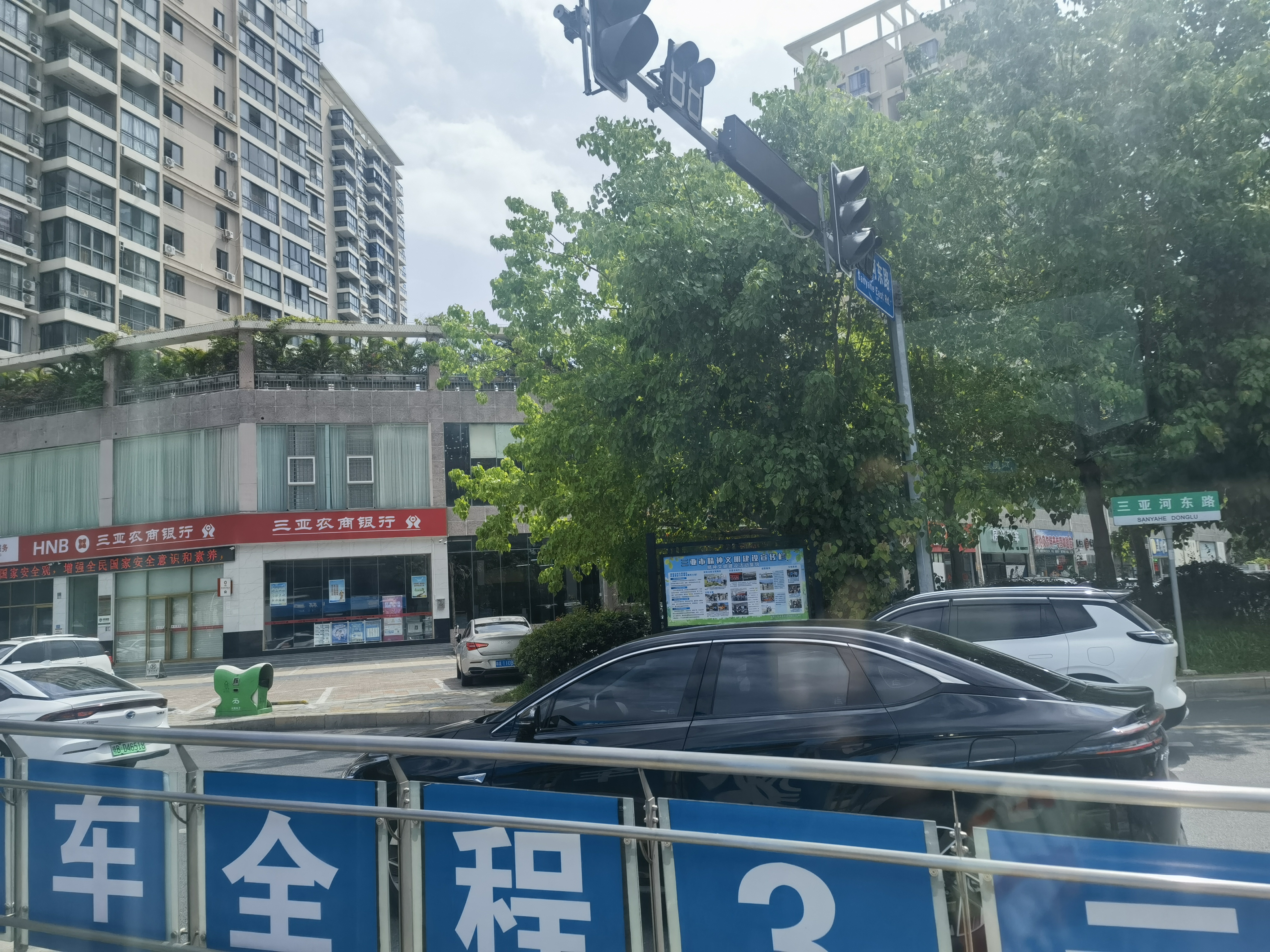
原三亚农商行的一家分行，统一使用省联社企业形象

海南农商银行是中華人民共和國海南省现存的两家农商行之一，前身为海南省农村信用社联合社。2024年5月8日，海南省农村信用社联合社及其19家成员——海口、三亚等地农商行和县级联社合并成立海南农商银行，目前注册资本金220亿元，拥有440余家营业网点，员工7000余人，是海南省规模最大的本地金融机构。

## 历史

### 海南农信系统
海南的农村信用社起始于1951年的"琼山县农村信用社"，同其他省区农信社一样经历了1962年的人民银行管理，1979年由农行管理的变动，到1997年脱离农行并以县级行政区建立了19家联合社。
2007年8月10日，海南省农村信用社联合社在海口正式挂牌成立，这是全国最后一家成立的省级农村信用社联社。
2011年，海口市联社改组为海口农村商业银行，这也是海南省第一家农商行。
2014年，琼中联社在新三板上市，成为首个在股票市场上市的信用社。

### 海南农商行
2023年5月以来，海南省启动海南农商银行组建的相关工作，海南省联社、海口农商银行、海口联社、三亚农商银行等20家机构先后审议通过了以新设合并方式组建“海南农商银行”
2023年12月29日，金监总局批复同意筹建海南农村商业银行。
2024年5月8日，海南农村商业银行揭牌成立，是全国首家按照全省统一法人模式改革成立的地方法人农村商业银行。其注册金达220亿元。